# Piper dumosum
Piper dumosum là một loài thực vật có hoa trong họ Hồ tiêu. Loài này được Rudge miêu tả khoa học đầu tiên năm 1805.